# Hügelsheim
Hügelsheim település Németországban, azon belül Baden-Württembergben. Lakosainak száma 5146 fő (2023. december 31.). Hügelsheim Rheinmünster, Fort-Louis, Neuhaeusel, Iffezheim, Baden-Baden és Sinzheim községekkel határos.

## Népesség
A település népessége az elmúlt években az alábbi módon változott:
| Lakosok száma | 1200 | 1345 | 1379 | 1404 | 1515 | 2758 | 4800 | 4685 | 4969 | 5146 |
|               | 1961 | 1967 | 1974 | 1980 | 1987 | 1993 | 2000 | 2006 | 2013 | 2023 |